# Лінія фактичного контролю

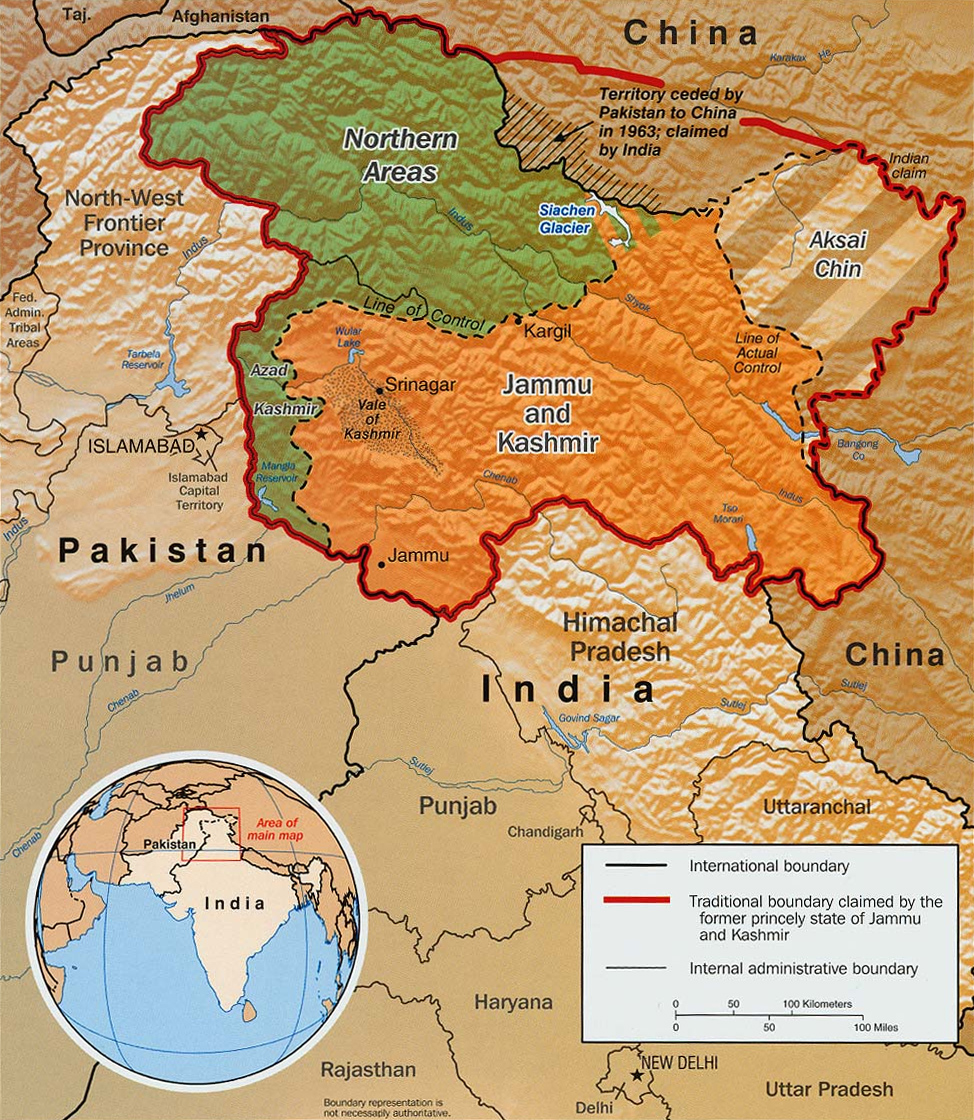
Регіон розділений між Пакистаном (контрольовані ним області — Гілгіт-Балтистан і Азад Кашмір - показано зеленим кольором), Індією (індійський Джамму і Кашмір показаний помаранчевим) і Китаєм (район Аксай-Чин, показаний штрихуванням).

Лі́нія факти́чного контро́лю (гінді वास्तविक नियंत्रण रेखा) — демаркаційна лінія між Індією і Китаєм, що довгий час була невизнаною юридично, але яка є кордоном де-факто. Лінія має довжину 4057 км і включає три ділянки:
- західна (проходить через союзну територію Ладакх);
- центральна (обмежує з північного сходу індійські штати Гімачал-Прадеш і Уттаракханд);
- східна (є фактичною північною межею штатів Сіккім і Аруначал-Прадеш).

Західна частина лінії поточного контролю в Гімалаях, проходить між територіями контрольованими Китаєм і Індією. На цій ділянці в 1962 році була короткочасна війна, коли індійські і китайські війська намагалися взяти під контроль землі, де, як сказав прем'єр-міністр Індії Неру, «навіть травинка не росте»

## Історія
Прем'єр-міністр КНР Чжоу Еньлай вперше використав вислів «лінія фактичного контролю» в листі прем'єр-міністру Індії Дж. Неру від 24 жовтня 1959 року. У листі від 7 листопада 1959 року Чжоу написав Неру, що «так звану лінію Макмагона на сході і на заході КНР не визнає». 
Під час китайсько-індійської прикордонної війни Неру стверджував, що не знає, про яку лінії контролю твердить китайська влада; він зазначив, що ця лінія включає території, захоплені Китаєм у ході конфлікту, і що Індія не визнає територіальних претензій сусідньої держави: «Немає сенсу і значення в китайській пропозиції відійти на двадцять кілометрів від того, що вони називають "лінією фактичного контролю". Що це за "лінія контролю"? Це місце, де вони спровокували агресію на початку вересня? Просунулися на сорок чи шістдесят кілометрів завдяки кричущій військовій агресії і пропонують відійти на двадцять кілометрів, за умови згоди обох сторін зробити це. Це оманливий стан, який не може обдурити нікого.»
Чжоу відповів, що лінію фактичного контролю проведено «переважно по колишній лінії фактичного контролю, що існує між китайською та індійською сторонами на 7 листопада 1959 року. Говорячи конкретно, в східному секторі вона збігається переважно з лінією Макмагона, а в західному і середньому секторах проходить переважно по традиційній лінії, яку незмінно вказує Китай».
Потім термін «лінія фактичного контролю» отримав юридичне визнання в китайсько-індійських угодах, підписаних у 1993 і 1996 роках. В угоді 1996 року зазначалося: «жодна з держав не може чинити дій щодо перегляду лінії фактичного контролю».